# Liar
«Liar» (с англ. — «Лжец») — пятая песня (первая на второй стороне) и второй сингл английской рок-группы Queen с альбома Queen. Песня вышла в качестве сингла в США и Новой Зеландии с песней Doing Alright на стороне «Б» и в США и Нидерландах с Killer Queen на второй стороне «А», на сингле была представлена сильно урезанная версия, которая длится 3 минуты 3 секунды.
«Liar» написана Фредди Меркьюри в 1970 году, когда он ещё был Фредди Булсара. Можно предположить, что эта песня предшествует «Bohemian Rhapsody» из-за длины песни, отсутствия деления на куплеты и припевы и изменения в стиле по ходу песни. Это одна из тяжелейших композиций группы, и она становится всё тяжелее и тяжелее во время игры, начинаясь с пения фальцетом, и заканчиваясь тяжёлой игрой на гитарах и соответствующим пением.
Демонстрационная версия песни записывалась во время сессий в De Lane Lea Studios, эта версия длится 7 минут 42 секунды. Она имеет более длинное вступление (длительностью 1:47 вместо 1:25 в альбомной) и более длинную гитарную партию перед словами «Listen Oh, you gonna listen, yeah». Местами текст немного отличается от альбомного, а в конце вместо сообщения герою звучат вопросы, почему его не оставить, почему ему не верят и почему его не забирают домой.
Эта песня одна из немногих, в которых Queen использовали орган Хаммонда.
На второй стороне сингла записана песня «Doing All Right», песня написанная Брайаном Мэйем и Тимом Стаффелом. Песня несколько схожа с «Liar» по частой смене стилей игры. Фредди исполнял её в манере Стаффела.

## Роль Джона Дикона
Некоторые считают что Джон Дикон в действительности пел слова «all day long», как он делал на концертах и в видеоклипе. Однако, в обоих случаях, с ним пели Фредди Меркьюри, Брайан Мэй и Роджер Тейлор, поэтому неясно, пел ли Дикон на самом деле, или просто изображал пение.

## Видеоклип

Меркьюри, Дикон и Мэй в клипе

Клип довольно характерен для музыкальных видео того времени. Группа просто играет песню на сцене, никаких спецэффектов и сюжета.
В начале клипа показывается, как начинает играть свою партию Тейлор. Никого из музыкантов пока не видно. С игрой гитары появляется Меркьюри и лучше видно всю сцену. Сцена ничем не примечательна. Спокойная сиренево-фиолетовая подсветка и темнота на месте зрительных мест. Сзади находятся разные служебные вещи. Меркьюри одет в чёрные одежды с блёстками, множество блестящих украшений, металлический пояс и белые ботинки. Мэй одет в характерную для него в то время широкую куртку с длинными разрезанными рукавами. Он играет на Red Special. Дикон одет примерно так как все остальные музыканты — такие же тёмные одежды и несколько украшений. Тейлор уже менее похож на других — у него блестящая чёрная футболка без рукавов и несколько напульсников. Части, где музыканты начинают петь «all day long» примечательна тем, что в ней может петь Джон Дикон. Это было началом слухов среди фанатов об этом вопросе.